# Región Centro (Burkina Faso)
La región Centro es una de las 13 regiones administrativas de Burkina Faso. Tiene una población de 1 727 390 habitantes (2006). La capital de la jurisdicción es Uagadugú, que a su vez es la capital nacional. Esta región consiste de tan sólo una provincia, Kadiogo.
- Datos: Q515655
- Multimedia: Centre (Burkina Faso) / Q515655